# Kudlov
Kudlov je místní část a katastrální území statutárního města Zlína. K 1. lednu 2016 je v místní části Kudlov evidováno 1983 obyvatel a 597 čísel popisných. K 28. dubnu 2024 je v Kudlově evidováno 701 budov s číslem popisným (z toho dvě budovy mají po dvou číslech popisných a jedna budova tři čísla popisná) a 134 budov s číslem evidenčním (z čehož 10 budov má po dvou číslech evidenčních). 

## Název
Jméno vesnice bylo odvozeno od osobního jména Kudla (totožné s obecným kudla - "zavírací nůž") a znamenalo "majetek podřízený Kudlovi".

## Geografie
Kudlov se nachází 2,5 km jihovýchodně od Zlína. Leží v nadmořské výšce 394 metrů na rozloze 627 ha. Hranice katastru tvoří na jihozápadě obec Březnice, na západě Zlín, na severovýchodě Jaroslavice a na východě Želechovické paseky.

## Historie
Obec byla založena někdy mezi roky 1550 a 1570. Nejstarší dochovaná zmínka o obci se nachází v Zemských deskách práva Olomouckého z roku 1571. Připomíná se poprvé roku 1589 jako panství Fridricha a Buriana Tetourů.
Zdejší lidé - pasekáři, se po staletí živili chovem dobytka, sušením ovoce, zemědělstvím a drobnou řemeslnou výrobou.
Významným počinem pro malou osadu byla ve dvacátém století stavba Filmových ateliérů Baťa (FAB) v říjnu r. 1935. Byla zde vybudována i malá obytná kolonie převážně pro zaměstnance studia. V pozdějších 50. a 70. letech 20. století se obytná kolonie bytovou zástavbou rozrostla na čtvrt zvanou Švermova, dnes Filmové ateliéry. Význačným datem života obce se stal 20. květen 1938, kdy skončila její samostatnost. Kudlov se stal součástí tehdy budovaného „Velkého“ Zlína. Přispěla k tomu blízkost Baťových závodů, jejich vliv na místní obyvatele a neutěšená světová politická situace, jejímž důsledkem byla 2. světová válka. Kudlov byl osvobozen 2. května 1945 sovětskými vojsky. Ještě jednou se obec nadechla k samostatnosti, a to za socialismu od 17. 5. 1954 do 14. 6. 1964. Po těchto letech se opět stala součásti tehdejšího Gottwaldova a nyní opět Zlína.

### Starostové Kudlova
- 1895 - 1898 Vavruša Josef
- 1898 - 1907 Procházka Jan
- 1907 - 1911 Škubal Tomáš
- 1911 - 1918 Jaroš Vincenc
- 1919 - 1920 Holý Josef
- 1920 - 1923 Mička Antonín
- 1923 - 1928 Lapčík Josef
- 1928 - 1932 Vavruša František
- 1932 - 1938 Kovář Josef
- 1954 - 1964 Stuchlík Jaroslav (předseda NV)

## Doprava
Kudlovem prochází krajská silnice III/49026. Městská hromadná doprava je zajišťována především autobusovou linkou 32, zajíždí sem také několik spojů linky 31. Místní částí projíždí také příměstská linka 410 dopravců Arriva Morava a ČSAD BUS Uherské Hradiště vedoucí ze Zlína do Luhačovic.

## Pamětihodnosti
- Kaple svatého Václava

## Významné osobnosti

### Rodáci
- František Lydie Gahura, architekt
- Theodor Vavruša, farář

### Dlouholetí obyvatelé
- Karel Zeman, režisér
- Hermína Týrlová, režisérka a producentka
- Helena Čermáková, herečka
- Zdeněk Liška, hudební skladatel
- Miroslav Adámek, politik